# Mesnil-Panneville
Mesnil-Panneville är en kommun i departementet Seine-Maritime i regionen Normandie i norra Frankrike. Kommunen ligger i kantonen Pavilly som tillhör arrondissementet Rouen. År 2022 hade Mesnil-Panneville 764 invånare.

## Befolkningsutveckling
Antalet invånare i kommunen Mesnil-Panneville
| Referens: INSEE |